# Récse
Récse (szlovákul Rača, korábban Račistorf, németül Ratzersdorf) Pozsony város része, a Pozsonyi kerület Pozsonyi III. járásában. Főként szőlőtermesztéséről és borairól híres.

## Fekvése
Pozsony központjától 10 km-re északkeletre, a Kis-Kárpátok keleti lábánál fekszik.

## Története

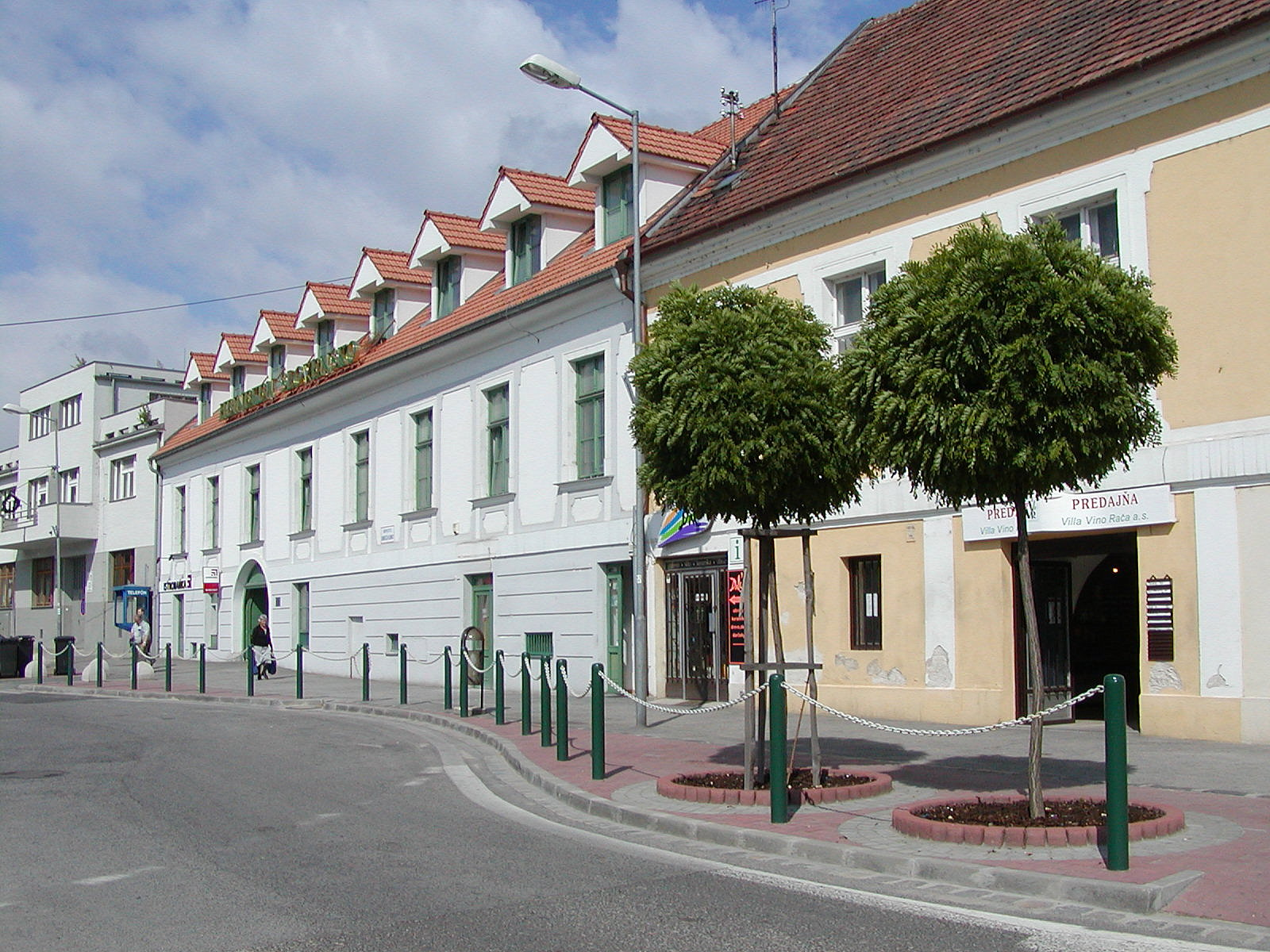
Récsei utcarészlet

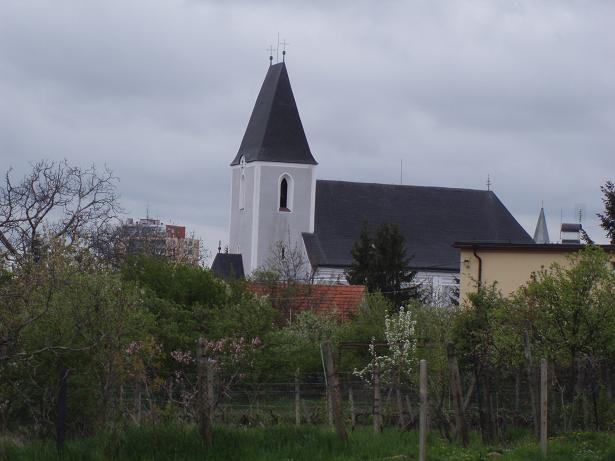
A récsei plébániatemplom

A területén állt legkorábbi települést a 8. században alapították. A magyarországi tatárjárás után az elpusztított lakosság helyére németeket telepítettek ide. A település első említése 1245-ből Reche néven egy királyi adománylevélből származik. Már ekkor is szőlőtermelő község volt. Területén őrtorony állt, amely a pozsonyi várhoz tartozott. A 16. században délről a török elől menekülő horvátok telepedtek le itt. 1647-től nemesi kiváltságokkal rendelkező mezőváros, amely első kiváltságait még III. András magyar királytól kapta, aki felmentette a pozsonyi szőlőtermelőket az adózás alól.
Vályi András szerint „RÉCSE. Ratzersdorf. Elegyes Mezőváros Pozsony Vármegyében, földes Ura Gróf Pálfy Uraság, mások is, lakosai katolikusok leginkább, fekszik Pozsonyhoz 1 mértföldnyire. Leginkább híres, és egésséges bora nevezetesíti, melly a’ külső országokban is kedves; határja középszerű, vagyonnyai is, eladásra jó módgyok van.”
Fényes Elek szerint „Récse, (Ratzersdorf, Rathsdorf), népes tót-német m. v., Poson vmegyében, Posonhoz északra 1 órányira, a szőlőtőkékkel, erdőkkel boritott Kárpáthegy tövében. Lakosai kik 1528 k., 413 evang., 96 zsidókra mennek, többnyire szőlőmivelésből, gyümölcs termesztésből, mesterségekből, résziben való aratásból táplálják magokat. Szántóföldje jó ugyan, de felette kevés. Legelője a népességhez igen szűk; ellenben szőlőhegye tágas s igen nevezetes jóságu bort terem. Szine ennek fejér, ize kellemetes, erős, zamatja sok. Sajnálni lehet azonban, hogy egy időtől fogva ez igen jó bornak arány szerént nem lévén becse, a récsiek is mint posoniak, kevés bort termő, de jó fajtáju tőkéiket kivágják; s helyette sok de csekély bort adó tőkéket választanak. A szőlőmivelés után fő helyt foglal el a gyümölcs termesztés, mert gyümölcsével, melly édességéért, jó izéért nagyon kerestetik, Posonban eleven kereskedést űznek; kiváltképen cseresnyéjük, baraczkjok, spanyolmegyjök, téli almájok, gesztenyéjök kicsin szemü ugyan, de édes izeik miatt nagyon kapós. F. u. hg Pálffy és számos curialisták.”
1946-ban csatolták Pozsonyhoz.

## Népessége
1910-ben 4595 lakosából 3041 szlovák, 875 német és 650 magyar volt.

2011-ben 19 679 lakosából 17 933 szlovák, 392 magyar és 264 cseh volt.

## Hires szülötte
- Edita Gruberová opera-énekesnő

## Nevezetességei
- Szent Fülöp és Jakab apostolok tiszteletére szentelt gótikus római katolikus templomát 1306-ban már említik.
- A modern stílusú Szent Sebestyén-székesegyház a szlovák Katonai ordinariátus székesegyháza.
- Andrej Hlinka szobrát 2009. szeptember 22-én avatták fel.